# Apl.de.ap

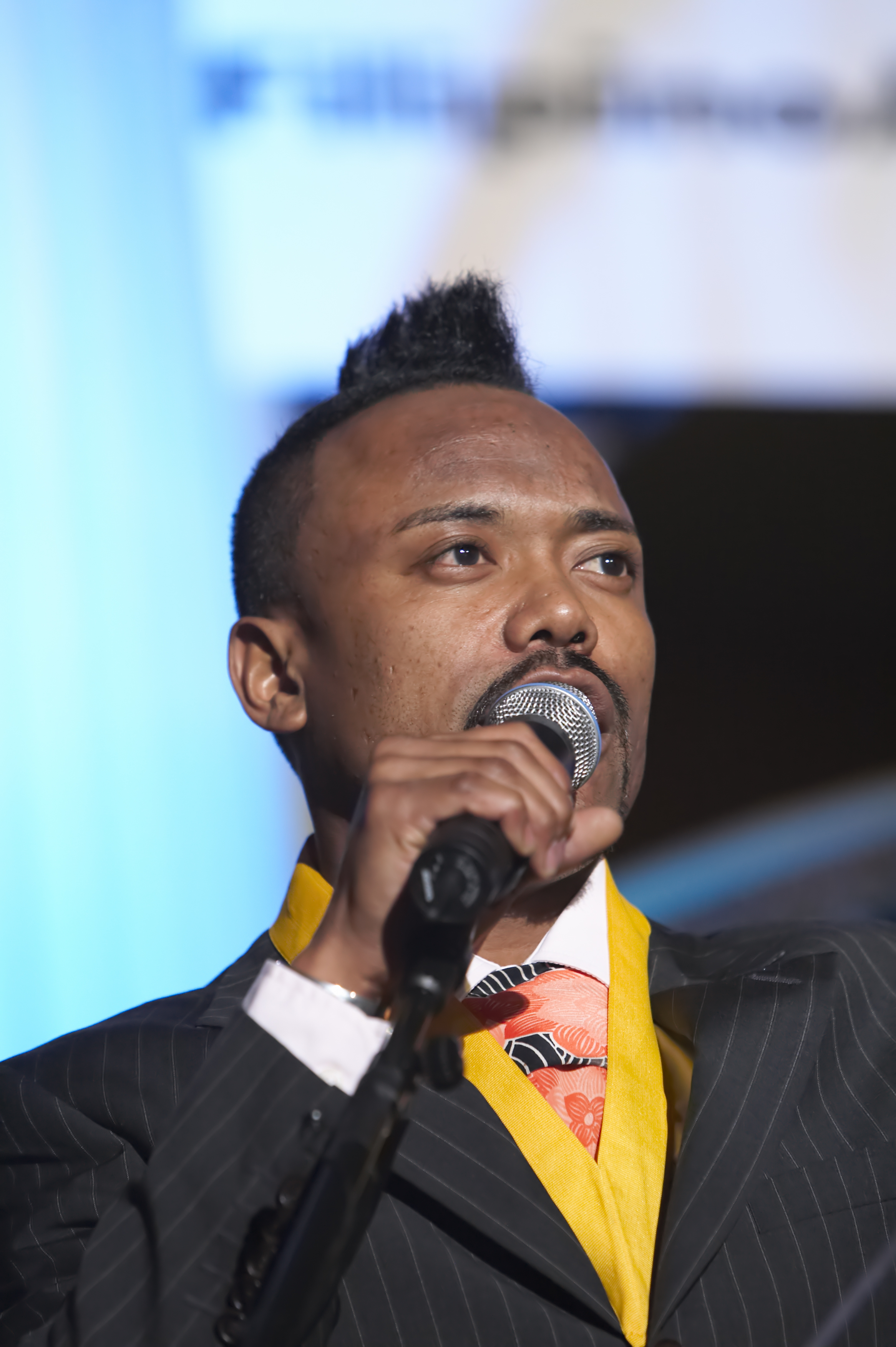
2006年的Apl.de.ap。

阿兰·皮内达·林多（英語：Allan Pineda Lindo，1974年11月28日—），更为耳熟能详的是他的艺名apl.de.ap（/æpəldiæp/），是美籍菲裔说唱歌手、绿荫制作人、歌手、音乐家，是格莱美奖获奖组合、嘻哈乐队黑眼豆豆的成员。